# شکال گوراب پایین
شکال گوراب پایین، روستایی از توابع بخش مرکزی شهرستان فومن در استان گیلان ایران است.

## جمعیت
این روستا در دهستان گشت قرار دارد و براساس سرشماری مرکز آمار ایران در سال ۱۳۸۵، جمعیت آن ۸۲۷ نفر (۲۰۸خانوار) بوده‌است.